# Attila Vajda
Pour les articles homonymes, voir Vajda.
Attila Vajda est un céiste hongrois pratiquant la course en ligne. Il est né le 17 mars 1983.

## Jeux olympiques
- Jeux olympiques de 2008 à Pékin,  Chine
  -   Médaille d'or en canoë monoplace 1 000 mètres

## Championnats du monde
- Championnats du monde 2007 à Duisbourg,  Allemagne
  -  Médaille d'or en canoë monoplace 1 000 m
- Championnats du monde 2011 à Szeged,  Hongrie
  -  Médaille d'or en canoë monoplace 1 000 m